# Contrat par représentation en droit français
 (juin 2025).
Si vous disposez d'ouvrages ou d'articles de référence ou si vous connaissez des sites web de qualité traitant du thème abordé ici, merci de compléter l'article en donnant les références utiles à sa vérifiabilité et en les liant à la section « Notes et références ».
En droit des contrats français, le contrat par représentation est un contrat dans lequel une personne, le représentant, agit pour le compte et au nom d'une autre personne.
L'acte accompli par le représentant produit directement ses effets sur la tête du représenté. Le représentant n’est pas partie au contrat, il n’est ni débiteur, ni créancier, il n’est qu’un intermédiaire. 

## Représentation parfaite
La représentation peut être qualifiée de parfaite lorsque les pouvoirs du représentant sont d'origine légale, judiciaire ou conventionnelle (dans le cadre d'un contrat de mandat).
Dans l'hypothèse d'une représentation parfaite, la seule partie au contrat est le représenté, et jamais le représentant.

## Représentation imparfaite
La représentation pourra au contraire être qualifiée d'imparfaite lorsqu'une personne agit pour autrui, mais dissimule sa qualité d'intermédiaire. Le cocontractant est donc convaincu que le représentant agi pour son propre nom. On peut en distinguer deux hypothèses :

### Le prête-nom
Il y a prête-nom quand une personne promet d'agir pour le compte d'une autre en faisant croire aux cocontractants qu'elle agit pour elle-même. Il y a alors dissimulation totale de la qualité d'intermédiaire (qui peut être l'instigateur d'une organisation paravent).

### La déclaration de command
Dans cette hypothèse, il n’y a que dissimulation partielle : le représentant dit aux contractants qu’il agit pour autrui, mais n’en indique pas l’identité.

## Rôle du représentant
Le risque lorsqu’il y a prête-nom est que l’on considère qu’il y a des obligations qui pèsent sur le prête-nom (vente de A à B, et de B vers C, B étant le prête-nom). Cela aura notamment des conséquences sur le plan fiscal. 
Par exemple, la déclaration de command est interprétée en une seule opération, à moins que le commandé (bénéficiaire de la déclaration de command) révèle dans un bref délai le nom du command. 